# Afrogamasellus filofissus
Afrogamasellus filofissus är en spindeldjursart som beskrevs av Wolfgang Karg och Anita Schorlemmer 2009. Afrogamasellus filofissus ingår i släktet Afrogamasellus och familjen Rhodacaridae. Inga underarter finns listade i Catalogue of Life.